# 琴乃峰篤実
琴乃峰 篤実（ことのみね とくみ、1972年10月28日 - ）は、福岡市東区出身で佐渡ヶ嶽部屋に所属した元大相撲力士。本名は堀内 篤実（ほりうち とくみ）。身長176cm、体重132kg。得意手は左四つ、寄り、投げ。 自己最高位は東十両13枚目（2003年3月場所）、血液型はA型。

## 来歴
中学時代から相撲を始め、1988年3月場所初土俵。大相撲に進んだ理由は「大相撲なら沢山の相手と戦う機会があってやりがいがある。」というものであった。また、地元の福岡市内で開催される九州場所の期間中は毎日のように佐渡ヶ嶽から声を掛けられたため、もとより力士になる運命を感じたという。
序ノ口で同期入門の曙太郎（のち横綱）にプロ初黒星を付け、1992年5月場所には19歳で幕下に昇進するほど活躍した。また、左利きのため左四つになれば抜群の力を発揮した。
しかし、対戦相手が押し相撲力士の場合では一気に押し出されるといった軽量であるがゆえの相撲も多かったため、長く幕下中位で苦労した。2001年後半から勝ち越しを続け2002年3月場所には西幕下4枚目まで番付を上げ、4勝3敗と勝ち越した。翌5月場所に史上2位（当時）のスロー出世で十両に昇進。その場所は序盤は好成績だったが後半戦に入ると負けが込み、6勝9敗に終わり幕下に陥落した。その後、2度十両に復帰。2004年7月場所、9月場所に十両の土俵で傷めた膝の影響もあり三段目まで陥落し、その後も十両復帰を目指して相撲を取り続けていたが、膝の故障の悪化のため2008年3月場所限りで引退した。
現在は工場勤務をしているという。

## エピソード
- まだ入門して間もないころから好角家としても知られるデーモン小暮閣下と親交があり、閣下も実直な人柄から琴乃峰を贔屓にしている。また、新十両に昇進した時には本気で化粧回しを琴乃峰に贈ろうと考えていたという。

- 2003年1月場所、幕下筆頭（東）で3勝3敗として7番相撲に十両復帰を懸ける。幕下の6戦全勝が出羽乃富士と内田の同部屋（出羽海部屋）2人となった為、自身と同じく十両昇進を懸けるこの場所がデビュー場所の日大から鳴り物入りでプロ入りした内田の7番相撲の対戦相手に選ばれた。内田に相手十分の左四つの体勢から土俵際に詰め寄られるも、逆転の左下手投げで内田を赤房下に横転させ、実現すれば大相撲史上初となる内田の「初土俵から1場所で十両昇進」の快挙を阻み、プロの意地を見せ付けた格好となった。
因みに、この取組は「幕下で6戦全勝同士の割が組めなくなった為に、7番相撲に十両昇進を懸ける6戦全勝の力士が同じく十両昇進を懸ける筆頭で3勝3敗の力士と対戦した」史上初のケースだった。これ以降、2004年3月場所に琴欧州と共に6戦全勝とした琴春日（東8枚目）が大翔大、2006年1月場所に幕下唯一の6戦全勝とした出羽鳳（西8枚目）が北勝岩と同様の割を組まれているが、何れも全勝側が敗れて十両昇進を逃している。

## 主な戦歴
- 生涯成績：433勝400敗39休 勝率.520
- 十両成績：19勝28敗13休 勝率.404
- 現役在位：121場所
- 十両在位：4場所

### 場所別成績
| | 一月場所 初場所（東京）   | 三月場所 春場所（大阪）   | 五月場所 夏場所（東京） | 七月場所 名古屋場所（愛知） | 九月場所 秋場所（東京） | 十一月場所 九州場所（福岡） |
| --- | ------------------------- | ------------------------- | ----------------------- | --------------------------- | ----------------------- | --------------------------- |
| 1988年 （昭和63年） | x                         | （前相撲）                | 西序ノ口22枚目 5–2      | 西序二段110枚目 4–3         | 西序二段78枚目 3–4      | 東序二段97枚目 5–2          |
| 1989年 （平成元年） | 西序二段46枚目 2–5        | 東序二段81枚目 3–4        | 西序二段97枚目 5–2      | 東序二段55枚目 5–2          | 西序二段16枚目 3–4      | 東序二段34枚目 4–3          |
| 1990年 （平成2年） | 東序二段5枚目 2–5         | 東序二段42枚目 3–4        | 西序二段68枚目 6–1      | 東序二段3枚目 6–1           | 東三段目48枚目 2–5      | 西三段目75枚目 2–5          |
| 1991年 （平成3年） | 東序二段7枚目 6–1         | 東三段目52枚目 3–4        | 西三段目71枚目 4–3      | 東三段目48枚目 4–3          | 東三段目31枚目 5–2      | 東三段目3枚目 3–4           |
| 1992年 （平成4年） | 西三段目17枚目 4–3        | 東三段目8枚目 5–2         | 西幕下45枚目 5–2        | 東幕下24枚目 0–2–5          | 東幕下59枚目 3–4        | 東三段目12枚目 4–3          |
| 1993年 （平成5年） | 西幕下60枚目 5–2          | 西幕下36枚目 2–5          | 東幕下60枚目 3–4        | 東三段目8枚目 6–1           | 東幕下37枚目 4–3        | 東幕下27枚目 4–3            |
| 1994年 （平成6年） | 西幕下21枚目 休場 0–0–7   | 東三段目筆頭 2–5          | 東三段目27枚目 6–1      | 東幕下50枚目 4–3            | 西幕下40枚目 2–3–2      | 西三段目7枚目 4–3           |
| 1995年 （平成7年） | 西幕下53枚目 4–3          | 西幕下42枚目 2–5          | 西三段目2枚目 2–5       | 西三段目27枚目 4–3          | 東三段目16枚目 4–3      | 西三段目4枚目 3–4           |
| 1996年 （平成8年） | 東三段目18枚目 4–3        | 西三段目6枚目 6–1         | 東幕下35枚目 4–3        | 西幕下24枚目 3–4            | 東幕下34枚目 4–3        | 西幕下24枚目 4–3            |
| 1997年 （平成9年） | 東幕下17枚目 1–6          | 東幕下42枚目 6–1          | 東幕下19枚目 3–4        | 東幕下28枚目 2–5            | 東幕下54枚目 3–4        | 西三段目5枚目 6–1           |
| 1998年 （平成10年） | 東幕下34枚目 5–2          | 東幕下18枚目 2–5          | 西幕下33枚目 4–3        | 西幕下26枚目 4–3            | 東幕下19枚目 1–6        | 東幕下42枚目 6–1            |
| 1999年 （平成11年） | 東幕下19枚目 4–3          | 東幕下14枚目 3–4          | 東幕下23枚目 5–2        | 東幕下12枚目 2–5            | 東幕下25枚目 5–2        | 西幕下15枚目 3–4            |
| 2000年 （平成12年） | 西幕下22枚目 3–4          | 東幕下33枚目 5–2          | 西幕下20枚目 4–3        | 東幕下15枚目 4–3            | 東幕下11枚目 3–4        | 西幕下18枚目 4–3            |
| 2001年 （平成13年） | 西幕下12枚目 3–4          | 西幕下18枚目 3–4          | 西幕下25枚目 5–2        | 東幕下15枚目 3–4            | 西幕下22枚目 5–2        | 西幕下14枚目 4–3            |
| 2002年 （平成14年） | 東幕下11枚目 5–2          | 西幕下4枚目 4–3           | 西十両13枚目 6–9        | 東幕下2枚目 3–4             | 東幕下6枚目 5–2         | 西幕下2枚目 4–3             |
| 2003年 （平成15年） | 東幕下筆頭 4–3            | 東十両13枚目 6–9          | 西幕下4枚目 3–4         | 東幕下7枚目 3–4             | 西幕下13枚目 4–3        | 西幕下9枚目 3–4             |
| 2004年 （平成16年） | 西幕下11枚目 4–3          | 東幕下9枚目 5–2           | 西幕下3枚目 4–3         | 西十両13枚目 7–8            | 西十両14枚目 0–2–13     | 東幕下14枚目 0–7            |
| 2005年 （平成17年） | 西幕下49枚目 2–5          | 東三段目8枚目 1–6         | 西三段目44枚目 6–1      | 西幕下56枚目 3–4            | 西三段目13枚目 4–3      | 西三段目3枚目 4–3           |
| 2006年 （平成18年） | 東幕下54枚目 5–2          | 東幕下38枚目 2–5          | 西幕下56枚目 4–3        | 西幕下46枚目 1–6            | 西三段目20枚目 4–3      | 東三段目9枚目 4–3           |
| 2007年 （平成19年） | 西幕下59枚目 4–3          | 西幕下50枚目 4–3          | 東幕下44枚目 3–4        | 東幕下51枚目 3–4            | 東三段目4枚目 5–2       | 東幕下48枚目 1–6            |
| 2008年 （平成20年） | 東三段目17枚目 休場 0–0–7 | 西三段目77枚目 引退 0–0–7 | x                       | x                           | x                       | x                           |
| 各欄の数字は、「勝ち-負け-休場」を示す。 優勝 引退 休場 十両 幕下 三賞：敢=敢闘賞、殊=殊勲賞、技=技能賞 その他：★=金星 番付階級：幕内 - 十両 - 幕下 - 三段目 - 序二段 - 序ノ口 幕内序列：横綱 - 大関 - 関脇 - 小結 - 前頭（「#数字」は各位内の序列） |                           |                           |                         |                             |                         |                             |

## 改名歴
- 堀内 篤実（ほりうち とくみ）1988年3月場所
- 琴堀内 篤実（ことほりうち-）1988年5月場所〜1991年9月場所
- 琴の峰 篤実（ことのみね-）1991年11月場所〜1998年9月場所
- 琴乃峰 篤実（読み方同じ）1998年11月場所〜2008年3月場所